# Yuji Shimada
Yuji Shimada (島田 裕二 Shimada Yuji?) (24 de noviembre de 1966) es un árbitro de artes marciales mixtas y lucha libre profesional japonés. Es conocido por su larga carrera, habiendo trabajado en empresas tan dispares como Pro Wrestling Fujiwara Gumi, BattlARTS, K-1, PRIDE Fighting Championships, DREAM, DEEP, Pancrase, HUSTLE, SMASH, Seikendo, Strikeforce y ONE FC, en la que se encuentra actualmente. Así mismo, formó parte de la junta directiva de HUSTLE, y fue uno de los fundadores de SMASH.
Shimada es considerado por muchos el oficial más prestigioso de los cuadriláteros de Japón, pero al mismo tiempo cuenta con cierta ambivalencia entre los fanes del país a causa de su pintoresco estilo de arbitraje, siendo alegremente abucheado por el público en sus introducciones en los eventos. Aprovechando esto, Yuji ha tenido una corta carrera como luchador profesional en HUSTLE, donde utilizó el nombre de Private Shimada como uno de los ayudantes de Generalissimo Takada.